# Ранчера
Ранчера (исп. ranchera) ― жанр мексиканской народной песни.

## История
Название «ранчера» происходит от слова «ранчо», потому что эта музыка возникла в сельской местности Мексики.

## Виды
Виды ранчеры:
- ранчера лента ― написана в медленном темпе, в размере 2
4
- ранчера марча ― написана в быстром темпе, в размере 2
4
- ранчера вальсеада ― в размере 3
4
- болеро ранчеро ― в размере 4
4

## Описание
Песни обычно написаны в мажорной тональности и имеют форму a-b-a-b. Они начинаются с инструментального вступления (a), затем идёт лирическая часть (b). Далее этот цикл ещё раз повторяется (a-b). Также в песнях может встречаться форма a–b–a–b–c–b (c ― это новая инструментальная тема).
К самым популярным музыкантам, работающим в этом жанре, можно отнесту Лучу Рейес, Куко Санчеса, Антонио Агилара, Хуана Габриэля и Хосе Альфредо Хименеса.
Родственные ранчере жанры ― мариачи и корридо.